# Lesneven
 Lesneven (en bretó  Lesneven) és un municipi francès, situat a la regió de Bretanya, al departament de Finisterre. L'any 2006 tenia 6.690 habitants. El 18 de juliol de 2007 el consell municipal va aprovar la carta Ya d'ar brezhoneg. A l'inici del curs 2007 el 20,4% dels alumnes del municipi eren matriculats a la primària bilingüe.

## Demografia
| 1962                                       | 1968  | 1975  | 1982  | 1990  | 1999  |
| ------------------------------------------ | ----- | ----- | ----- | ----- | ----- |
| 5.071                                      | 5.626 | 6.083 | 6.145 | 6.250 | 6.348 |
| Des de 1962: població sense dobles comptes |       |       |       |       |       |

## Administració
| Període   | Identitat         | Partit        |  |
| --------- | ----------------- | ------------- |  |
| 1904-1919 | Joseph Odéyé      |               |  |
| 1919-1952 | Jules Duterque    |               |  |
| 1952-1957 | Étienne Airiau    |               |  |
| 1957-1965 | Joseph Martin     |               |  |
| 1965-1968 | Claude Cozanet    |               |  |
| 1968-1977 | Yves Le Hir       |               |  |
| 1977-1983 | Jean Bourges      |               |  |
| 1983-1989 | Yves Le Hir       |               |  |
| 1989-1995 | Jean Boulic       | Divers droite |  |
| 1995-2001 | Prosper Quellec   |               |  |
| 2001-2008 | Jean-Yves Le Goff |               |  |
| 2008-2014 | Jean-Yves Le Goff |               |  |

## Personatges il·lustres
- Adolphe Le Flo,1804-1887, general, ministre de guerra, diputat, ambaixador de França a Rússia, promotor de l'Aliança franco-russa.
- Charles Huntziger, general i ministre de guerra, 1880-1941.

## Agermanaments
- Carmarthen, País de Gal·les
- As Pontes de García Rodríguez, Galícia
- Kežmarok, Eslovàquia